# Ordre de successió
L'ordre de successió és el mètode que determina qui ha d'heretar un càrrec després de la mort, dimissió o deposició de la persona que l'ocupa actualment. En les monarquies, aquest ordre pot venir determinat per mètodes tan diversos com la successió agnàtica, la successió sàlica, el sistema de rota, l'elecció, la senioritat agnàtica, la primogenitura, l'ultimogenitura i fins i tot l'herència partible.
En l'ordenament jurídic de Catalunya, el concepte d'ordre de successió també es fa servir en referència a les herències normals i corrents.